# Tiaquil, Chilón
Tiaquil är en ort i Mexiko.   Den ligger i kommunen Chilón och delstaten Chiapas, i den sydöstra delen av landet, 800 km öster om huvudstaden Mexico City. Tiaquil ligger 1 104 meter över havet och antalet invånare är 319.
Terrängen runt Tiaquil är kuperad. Runt Tiaquil är det ganska tätbefolkat, med 54 invånare per kvadratkilometer. Närmaste större samhälle är Tzobojitle Jotoaquil, 12,5 km sydost om Tiaquil. I omgivningarna runt Tiaquil växer i huvudsak städsegrön lövskog.